# 741444 Abbasi
741444 Abbasi è un asteroide della fascia principale esterna. Scoperto nel 2006, presenta un'orbita caratterizzata da un semiasse maggiore pari a 3,157105 UA e da un'eccentricità di 0,388552, inclinata di 24,996687° rispetto all'eclittica.